# Kandalf

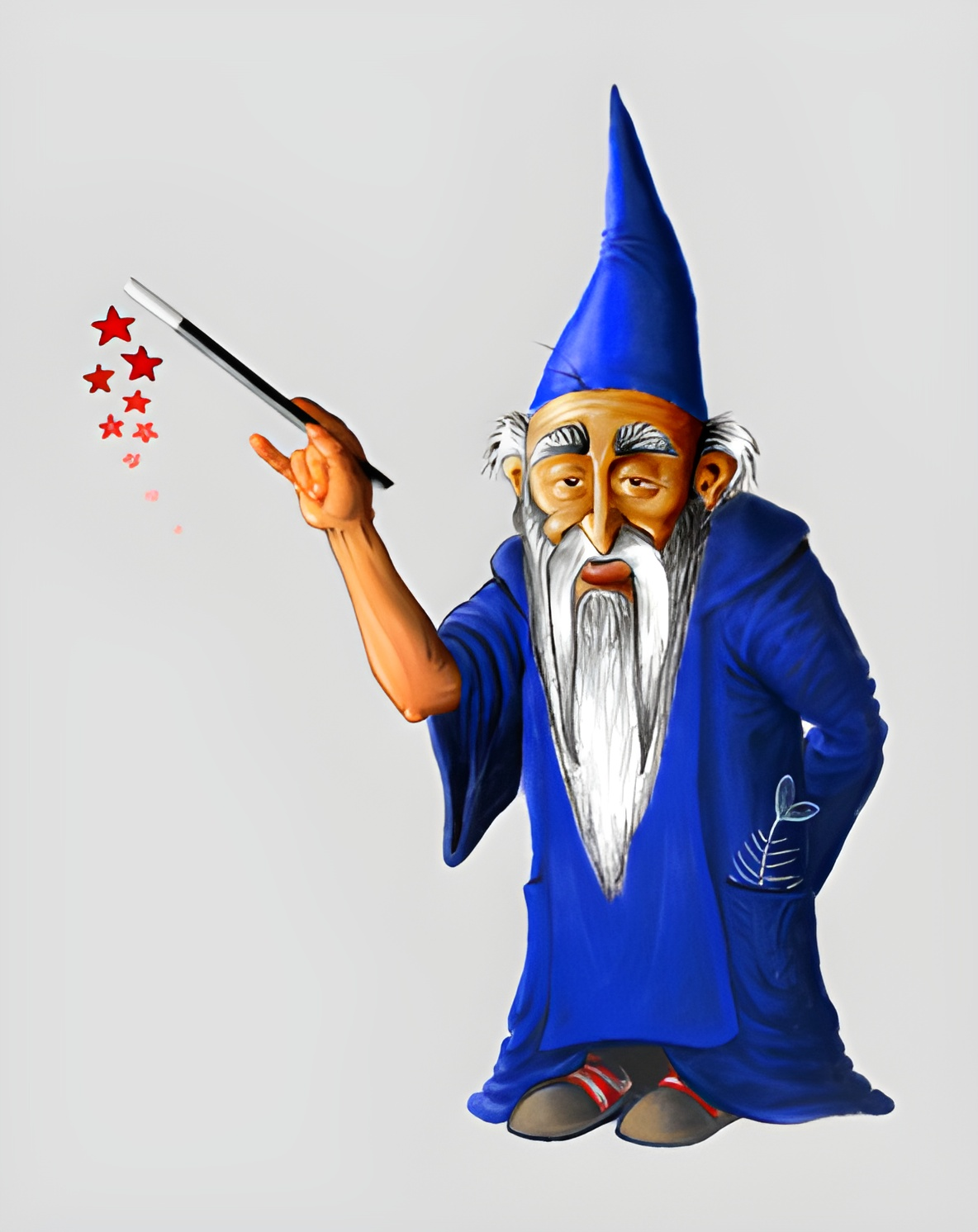
Kandalf vrăjitorul

Kandalf a fost mascota proiectului KDE în perioada versiunilor 2.x ale acestuia. A fost înlocuit de Konqi, un dragon verde, probabil din cauza încălcării unor drepturi de autor legate de similaritatea lui Kandalf cu vrăjitorul Gandalf (personaj din opera Stăpânul Inelelor, de J. R. R. Tolkien).